# Buri (mitologija)
Buri (stnord. Búri) je predak bogova u nordijskoj mitologiji. On je prvi bog koji se pojavio na svijetu. Lijep je i moćan.

## Mitologija
Primordijalna krava Audumbla, koja je hranila ledenog diva Imira, praoca divova, lizala je slane blokove leda. Prvog dana svog lizanja je naišla na Burijevu kosu. Drugi je dan cijela njegova glava virila iz leda, kojeg je krava lizala, dok je treći dan cijelo Burijevo tijelo bilo slobodno. 
Nije poznato tko je Burijeva žena, ali je on možda oženio neku divicu. To zasigurno više odgovara jednom bogu te ga razlikuje od Imira koji je svoju djecu stvorio na čudovišan hermafroditski način.
Buri je dobio sina Bora, koji je oženio Bestlu, kćer diva Boltorna. Bestla je Boru rodila Odina, Vilija i Vea; Buri je njihov djed. 

## Burijevo ime
Značenje Burijeva imena nije poznato. Možda mu je ime povezano s riječju búr - "spremište", ili burr - "sin". Burijevo ime možda znači "roditelj".

## Vanjske poveznice
|  | Zajednički poslužitelj ima još gradiva o temi Buri (mitologija) |